# وائونرگوس، بوچس دود رهن
وائونرگوس، بوچس دود رهن (به فرانسوی: Vauvenargues, Bouches-du-Rhône) یک کمون در فرانسه است که در Canton of Aix-en-Provence-Nord-Est واقع شده‌است.

## خصوصیات
وائونرگوس ۵۴٫۳۱ کیلومترمربع مساحت و ۹۲۱ نفر جمعیت دارد و ۴۵۸ متر بالاتر از سطح دریا واقع شده‌است.